# Arcahaie (gemeente)
Arcahaie (ook: L'Arcahaie, Haïtiaans-Creools: Lakayè) is een stad en gemeente in Haïti met 130.000 inwoners. De plaats ligt aan de Golf van Gonâve, 32 km ten noordwesten van de hoofdstad Port-au-Prince. Het is de hoofdplaats van het gelijknamige arrondissement in het departement Ouest.
Er wordt suikerriet, bananen, tabak en koffie verbouwd. Verder is er industriële verwerking van limoen en suiker. Er is een vissershaven.
Op 18 mei 1803 vond hier het Congres van Arcahaie (Congrès de l'Arcahaie) plaats, waarbij Jean-Jacques Dessalines de vlag van Haïti ontworpen heeft.

## Indeling
De gemeente bestaat uit de volgende sections communales:
| Nr. | Naam           | Km²   | Inw.2015 |
| --- | -------------- | ----- | -------- |
| 1   | Boucassin      | 10,00 | 3.250    |
| 2   | Fonds Baptiste | 94,61 | 9.376    |
| 3   | Les Vases      | 48,85 | 93.385   |
| 4   | Montrouis      | 78,70 | 8.078    |
| 5   | Délices        | 88,38 | 7.745    |
| 6   | Matheux        | 88,19 | 8.472    |

## Geboren
- Luckner Cambronne (1929-2006), minister onder François Duvalier